# اس‌اس مانتولین
اس‌اس مانتولین (به انگلیسی: SS Manitoulin) یک کشتی است.